# Música mariana católica

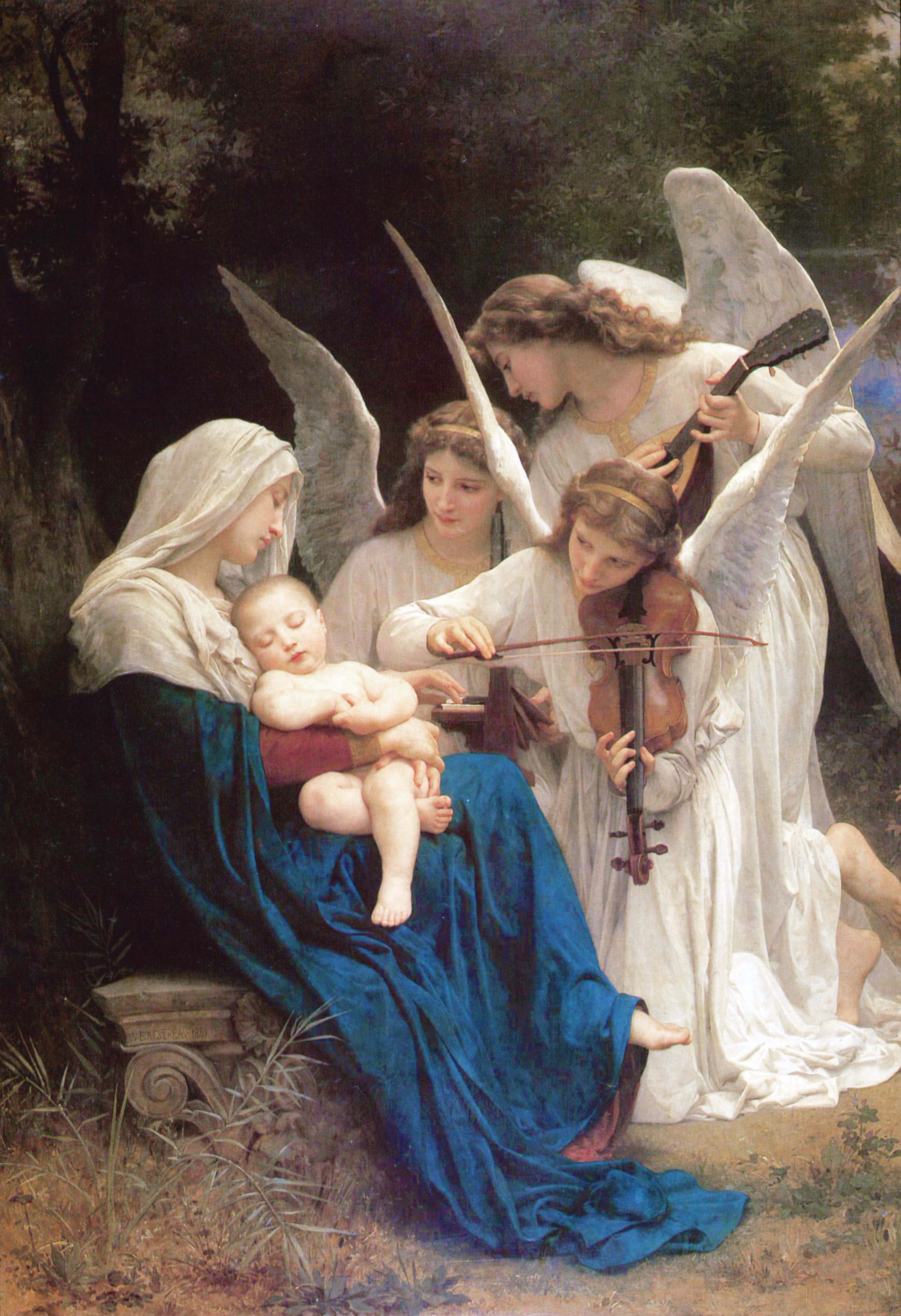
Pintura de William-Adolphe Bouguereau, 1881

A música mariana católica é um tipo de canção religiosa com conteúdo relacionado à veneração à Virgem Maria. Compartilha características com outras formas de música cristã, adicionando outra dimensão emocional ao processo de veneração e sendo usada em cerimônias e festas marianas. A música mariana é hoje um elemento inerente a muitos aspectos da veneração da Virgem Maria na Mariologia.
Ao longo dos séculos, a música mariana aumentou e se desenvolveu; teve um crescimento no Renascimento, por exemplo, com a composição da Ave Maria ... Virgo serena, um moteto de Josquin des Prez. A tradição continuou com vários grandes compositores até o final do século XIX, por exemplo, com a Ave Maria de Giuseppe Verdi em 1880, seguida por sua Laudi alla Vergine Maria.
As honrarias prestadas à Virgem Maria são um dos temas mais recorrentes na História da Música. Somente o Magnificat tem mais de 600 versões criadas por grandes compositores.
O valor da música sacra é reconhecida na Constituição Apostólica Sacrosanctum Concilium, Capítulo VI, do Concílio Vaticano II. Que afirma, textualmente, no item 112 que A tradição musical da Igreja é um tesouro de inestimável valor, que excede todas as outras expressões de arte, sobretudo porque o canto sagrado, intimamente unido com o texto, constitui parte necessária ou integrante da Liturgia solene.
A Sacrosanctum Concilium, no item 114, recomenda mesmo que Guarde-se e desenvolva-se com diligência o património da música sacra. Promovam-se com empenho, sobretudo nas igrejas catedrais, as «Scholae cantorum». Procurem os Bispos e demais pastores de almas que os fiéis participem activamente nas funções sagradas que se celebram com canto, na medida que lhes compete e segundo os art. 28 e 30.
O culto da Virgem Maria, segundo um respeitável teólogo, não é um detalhe acessório ao cristianismo católico. Ele corresponde no catolicismo a uma necessidade profunda. Por isto, a Igreja Católica lhe presta um culto especial, chamado Hiperdulia. As manifestações musicais refletem este destaque.

## Músicas Marianas
- Acatisto
- Alma Redemptoris Mater
  - Alma Redemptoris Mater (Charpentier)
- Ave Maria[8]
  - Ave Maria (Bach/Gounod)
  - Ellens dritter Gesang
  - Ave Maria (Bruckner)
  - Ave Maria (Mozart)
  - Ave Maria (Verdi)
  - Ave Maria (Palestrina)
  - Ave Maria ... Virgo serena (des Prez)
- Ave Regina Caelorum
  - Ave Regina Caelorum
- Ladainha Lauretana[9]
  - Ladainha Lauretana
  - Litanias (Mozart)
- Magnificat[10]
  - Magnificat (Bach)
  - Magnificat (Lassus)
  - Magnificat (Rutter)
  - Magnificat (Palestrina)
  - Magnificat (Vivaldi)
- Regina Caeli
  - Regina caeli
  - Regina Coeli (Mozart)
- Salve Rainha[11]
  - Salve Rainha (Händel)
  - Salve Rainha (Liszt)
  - Salve Rainha (Pärt)
- Stabat Mater[12]
  - Stabat Mater (Domenico Scarlatti)
  - Stabat Mater (Pergolesi)

## Cancioneiro Popular Mariano
No cancioneiro popular são inumeráveis os louvores à Virgem Maria musicalmente. No Brasil, por exemplo, basta citar a popularíssima Mãezinha do Céu. Ou as Canciones Marianas espanholas recolhidas por Yuli y Josh.
Dois dos maiores compositores e cantores do Brasil, Roberto Carlos e Erasmo Carlos dedicaram músicas em louvor a Nossa Senhora, tal como ¨Nossa Senhora, me dê a mão¨.
O cancioneiro popular mariano incorpora-se à liturgia católica oficial. Somente um destacado sacerdote e cantor brasileiro, o Padre Zezinho, gravou um álbum exclusivamente com algumas músicas deste repertório imenso. Mas, o repertório das canções marianas populares é muito maior.

### Cancioneiro Popular Mariano e Liturgia
Muitas canções do cancioneiro popular mariano são incorporadas à liturgia oficial da Igreja. Canções populares contemporâneas são executadas nas celebrações da Igreja Católica. A seguir, algumas destas peças que são frequentemente executadas na Missa, no Brasil:
- És Maria, a Virgem que Sabe Ouvir[18] (Dom Carlos Alberto Navarro)
- Sobe a Jerusalém[19] (Dom Carlos Alberto Navarro)
- Quando Teu Pai Revelou[20](Dom Carlos Alberto Navarro)
- Com Minha Mãe Estarei (Tradicional - Autor Desconhecido)[21]

## Liturgia das Horas

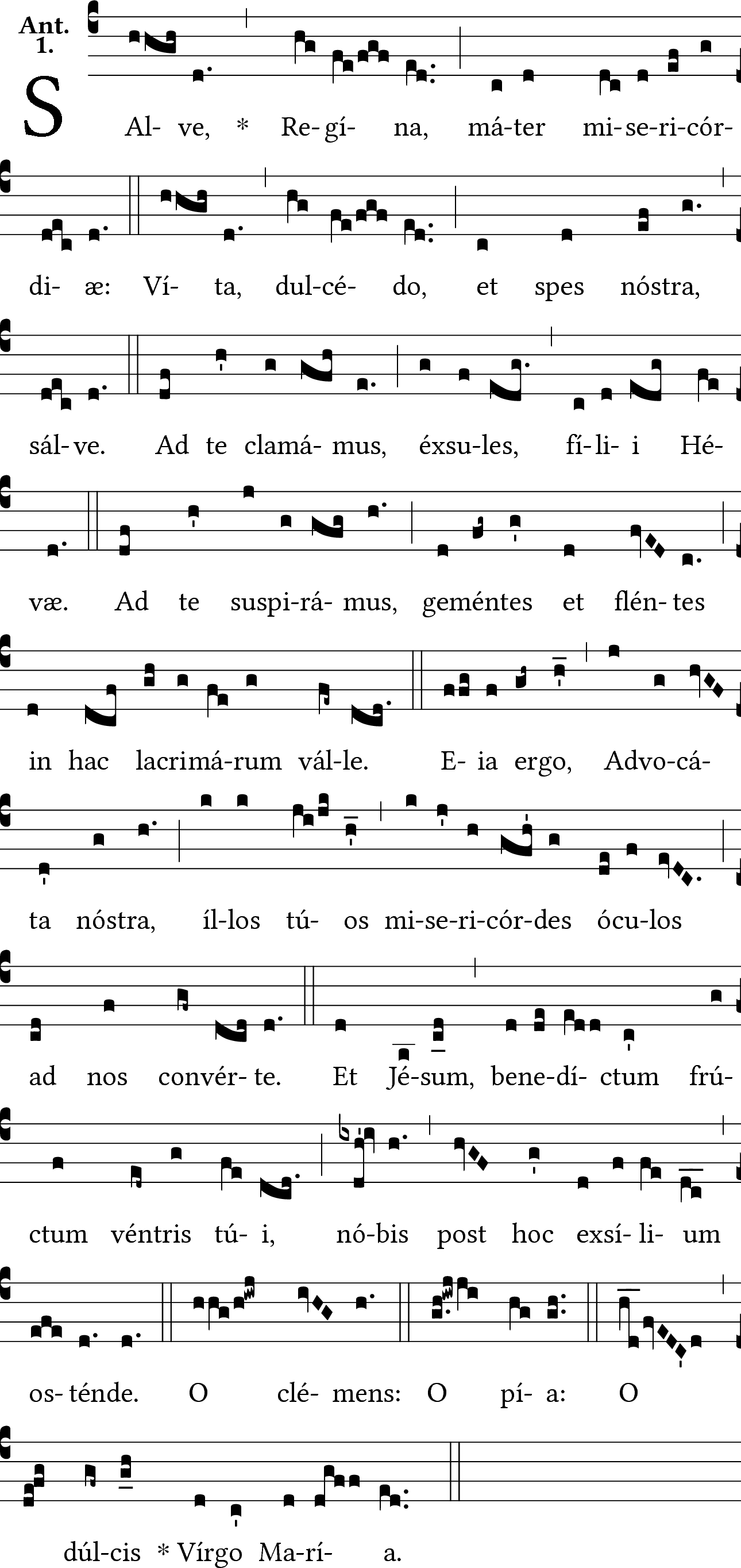
Salve Regina

Uma das primeiras composições marianas medievais, diz um autor, é a Salve Regina, possivelmente de um monge beneditino da Ilha de Reichenau, que existe em várias versões gregorianas. A Liturgia das Horas inclui vários ofícios a serem cantados. No encerramento do Ofício, uma das quatro antífonas marianas é cantada. Estas canções, Alma Redemptoris Mater, Ave Regina Caelorum, Regina caeli, e Salve Regina, têm sido descritas como "entre as mais belas criações do final da Idade Média".

## Músicas da Santa Missa
Parece que as configurações do Ordinário da Missa são um desenvolvimento posterior à música da Liturgia das Horas. Kyriales modernos designam dois cenários de missa de canto gregoriano para festas marianas, In solemnitatibus et Festis Beatae Mariae Virginis e in Festis et Memoriis.